# Saint-Nazaire-des-Gardies
Saint-Nazaire-des-Gardies är en kommun i departementet Gard i regionen Occitanien i södra Frankrike. Kommunen ligger i kantonen Sauve som tillhör arrondissementet Le Vigan. År 2022 hade Saint-Nazaire-des-Gardies 81 invånare.

## Befolkningsutveckling
Antalet invånare i kommunen Saint-Nazaire-des-Gardies
Referens:INSEE